# Физир Ф1В
Физир Ф1В је основни тип авиона из кога је развијена читава серија авиона за војне потребе. Конструисао га је инж. Р. Физир са сарадницима а производио се у југословенским фабрикама авиона Змај и Рогожарски у периоду између 1928. до 1932. године.

## Пројектовање и развој
Инж. Р. Физир је пројектовао двоседи двокрилац за извиђање као први ратни авион у КСХС 1925. године. Био је опремљен мотором Мајбах 260 KS а прототип је био направљен у Новосадској Авио радионици 1. ваздухопловног пука (АР 1. ВП). Прототип је полетео крајем новембра исте године, а пробни пилот је био Владимир Стрижевски који је својим примедбама допринео побољшању авиона. У току 1926. године вршене су исправке уочених недостатака уз помоћ инж. Душана Станков који је извршио комплетан статички и остале прорачуне авиона што је било неопходно за пловидбену дозволу.
Непосредно после фабричких проба 8. новембра 1926. године пилот В. Стрижевски је овим авионом превалио пут од 1.410 km на релацији Нови Сад - Скопље - Мостар - Рајловац - Загреб - Нови Сад а пут је трајао 8 сати и 40 минута . Захваљујући овом рекорду авион је пријављен за међународно такмичење Мала Атанта - Пољска где је пилот Стрижевски у конкуренцији 14 екипа освојио прво место, иако се такмичио са екипама које су летеле на дупло снажнијим авионима. Захваљујући овом успеху и задовољавајућим резултатима испитивања, донета је одлука да се авион Физир Ф1В серијски производи али са измењеном наменом, уместо извиђачког овај авион је постао прелазни школски авион, па је сходно томе претрпео је одређене конструктивне измене, добио је дупле команде и томе слично. С обзиром да је тада било веома отежано снабдевање авио моторима овај тип авиона је направљен са различитим моторима према којима је и изведено њихово име.

## Технички опис
Авион је двокрилац са заобљеним крајевима крила са по паром упорница са сваке стране и системом жица са затезачима. Крила су дрвене конструкције пресвучена платном. Закрилца је имао и на горњим и доњим крилима која су повезана крутом полугом. Труп је потпуно дрвене конструкције, предњи део трупа у коме је смештен мотор је обложен алуминијумским лимом, а остали део трупа је пресвучен импрегнираним платном. Носачи мотора су били од заварених челичних цеви било их је неколико модела у зависности од мотора који се уграђивао. Елиса авиона је била двокрака направљена од дрвеног ламината са фиксним кораком. Кабина за пилота и извиђача је била отворена, имала два седишта постављена у тандем распореду (једано иза другог). Испред првог седишта био је постављен ветробран од плексигласа. Стајни трап је фиксан, напред су били точкови са осовином, а амортизација је вршена помоћу гуменог ужета (сандова) а позади испод репа била је постављена лисната опруга као дрљача.
Типови авиона Физир Ф1В (Ф1В = физир први војни):
1. Физир Ф1В-Мајбах - мотор Мајбах 260 KS, (направљено 32 примерака 1928. год),
2. Физир Ф1В-Лорен - мотор Лорен (фр. Lorraine-Ditrich 12Eb) 450 KS, (1 примерак-прототип конверзија 1928. год. + 15 конверзија Мајбаха у Лорен 12Дб 400KS 1933. god.),
3. Физир Ф1В-Хиспано - мотор Хиспано (фр. Hispano-Suiza 12Ga) 450 KS, (1 примерак-прототип конверзија 1928. год.),
4. Физир Ф1В-Рајт - мотор Рајт (енгл. Wright Whirlwind J-5 220) 220 KS, (1 прототип + 15 примерака 1930. год),
5. Физир Ф1М-Јупитер - морнарички хидроавион (звани још и „Велики Физир") са мотором Јупитер (ИАМ Јупитер 9Ad 420) 420 KS, (5 primeraka 1930. god),
6. Физир Ф1Г-Кастор - мотор Кастор (чеш. Walter-Castor 240) 240 KS, (1 примерак-прототип 1931. год.),
7. Физир Ф1Г-Титан - мотор Титан (чеш. Walter-Titan 230) 230 KS, (1 примерак-прототип 1931. год.).

- Мотор  уграђиван у авион Физир Ф1В-Мајбах.
- Мотор  уграђиван у авион Физир Ф1Г-Лорен.
- Мотор  уграђиван у авион Физир Ф1В-Рајт.
- Мотор  уграђиван у авион Физир Ф1М-Јупитер.
- Мотор  уграђиван у авион Физир Ф1Г-Кастор.

## Оперативно коришћење
Авион Физир Ф1В је на почетку своје службе коришћен као извиђачки авион, да би касније коришћен у пилотским школама као прелазни школски авион за извиђачке и бомбардерске авионе, где је заменио дотрајали Средњи Бранденбург Сб.1. Замена је вршена како су нови авиони пристизали из производње 20 примерака већ до краја 1928. године а следећих 12 примерака наредне 1929. године. Служба Физир Ф1В илити Физир Мајбах-а је трајала до 1932. године док су трајали ресурси њихових мотора Мајбах, али због доброг стања конструкције авиона одлучено је да се на 15 авиона изврши замена мотора Мајбах моторима Лорен 12Дб од 400 KS. (1933. године у Змају), и тиме продужи њихов век. Сви авиони типа Физир Ф1В су коришћени у Пилотским школама до 1936. године када су повућени из војне службе и замењени новим авионом Физир ФП-2. Поједини примерци ових авиона су летели до почетка Априлског рата 1941. године као авиони за везу или тренажу.
Последњи авион из фамилије типова ових авиона Физир Ф1М (Физир први морнарички) је био хидроавион који је у земунском Змају развијен на основу захтева Команде морнарице за извиђачки хидроавион са пловцима. „Велики Физири“, како је популарно назван овај авион, су коришћени у Поморском ваздухопловству за блиско извиђање и као хидроавиони за тегљење мета за противавионска гађања. На једном од ових авиона је 1931. године извршена уградња НАКА прстена у циљу побољшања хлађења мотора Јупитер. Ови авиони су летели до самог рата, три комада су заробили Италијани а о њиховој употреби у току рата нема података.

## Земље које су користиле овај авион
| - Југославија |